# Синхронизация мод

Cумма различных мод даёт короткий мощный импульс

Синхрониза́ция мод — метод лазерной физики, с помощью которого удаётся связать фазы различных продольных мод в лазере, получив тем самым сверхкороткие импульсы в диапазоне пико- или фемтосекунд.
Основа этого метода состоит в необходимости связать определённым соотношением фазы мод в лазере. Интерференция между этими модами служит причиной того, что лазерное излучение представляет собой последовательность импульсов. В зависимости от характеристик лазера эти импульсы могут быть сверхкороткими, например, фемтосекундными.

## Собственные моды резонатора
Хотя лазерное излучение, возможно, самое «чистое» из различных видов света, оно не однородно по частоте или длине волны. Все лазеры генерируют излучение в некотором диапазоне частот, диапазоне (ширине) усиления.

## Теория синхронизации мод

Результат синхронизации мод излучения, состоящего из 10 эквидистантных мод. В начале анимации фазы всех мод случайны, в конце - полностью синхронизированы. Оптический шум при этом преобразуется в относительно короткий мощный импульс.

## Методы синхронизации мод
Активная синхронизация мод — синхронизирующий элемент управляется или модулируется внешним источником:
- Синхронизация мод, осуществляемая с помощью амплитудного модулятора — АМ синхронизация мод
- Синхронизация мод, осуществляемая с помощью фазового модулятора — ЧМ синхронизация мод
- Синхронизация мод, осуществляемая путём периодической модуляции усиления лазера с частотой повторения модулирующих импульсов, равной основной частоте резонатора (Δν = с/2L) — синхронизация мод при синхронной накачке

Пассивная синхронизация мод — используется не внешнее управление режимом синхронизации, а некоторый нелинейный оптический эффект:
- Синхронизация мод на основе быстро насыщающегося поглотителя, время жизни верхнего состояния которого очень мало
- Синхронизация мод на основе линз Керра — используется эффект самофокусировки пучка в прозрачном нелинейном оптическом элементе
- Синхронизация мод на основе медленно насыщающегося поглотителя — используется динамическое насыщение усиливающей среды